# Bulbophyllum sandrangatense
Bulbophyllum sandrangatense là một loài phong lan thuộc chi Bulbophyllum.